# Oberschule (Niedersachsen)
Die Oberschule in Niedersachsen ist eine seit dem Schuljahr 2011/2012 bestehende Schulform, die durch § 10a des Niedersächsischen Schulgesetzes im niedersächsischen Schulsystem verankert wurde.
Die Oberschule fasst die Haupt- und Realschule zu einer Schulform zusammen. Die Angliederung eines Gymnasialzweiges mit Unterricht bis zur Klasse 10 ist möglich. Das Abitur kann allerdings weiterhin nur an Gymnasien oder Gesamtschulen mit Oberstufe abgelegt werden. Die Oberschule beginnt mit der fünften Klasse und hat zwei Angebotsprofile, und zwar können in der Oberschule die Hauptschule und die Realschule als aufeinander bezogene Schulzweige geführt oder sie kann ausschließlich nach Schuljahrgängen gegliedert werden, sodass Haupt- und Realschüler integriert unterrichtet werden. In der Oberschule soll ab dem 9. Schuljahrgang der schulzweigspezifische Unterricht überwiegen. Mit Gymnasialzweig muss die Oberschule mindestens dreizügig sein, ohne Gymnasialzweig zweizügig. Wenn ein Gymnasialzweig eingerichtet wird, so sollen dessen Schüler ab Klasse sieben schulzweigspezifisch unterrichtet werden.
Über Anträge der Schulträger auf Umwandlung von Schulen in Oberschulen entscheiden die Kreistage der zuständigen Landkreise bzw. die Stadträte in kreisfreien Städten. Haupt- und Realschulen müssen nicht durch Oberschulen ersetzt werden, wenn eine Mindestgröße der Schulen, die eigenständig bleiben sollen, gewährleistet ist, und die Schulträger keinen Umwandlungsbeschluss fassen. Die Entscheidungsbefugten in dem zuständigen Landkreis haben das Recht, einen Umwandlungsantrag des Schulträgers abzulehnen.
Das Schulgesetz Niedersachsens schrieb bis zum Beschluss des Niedersächsischen Landtags eine dreigeteilte Gliederung in Gymnasium, Real- und Hauptschule vor. Die Oberschule tritt als neue Regelschulform zu den drei Schultypen hinzu. Nach wie vor ist in Niedersachsen die integrierte Gesamtschule nur als zusätzliches Angebot zulässig, das die Regelschulformen an einem Standort nicht vollständig ersetzen darf. Hintergrund für die Reform sind die insgesamt sinkenden Schülerzahlen auf etwa 700.000 im Jahr 2020 sowie eine stetig sinkende Übergangsquote auf die Hauptschule nach Klasse vier, da in Niedersachsen der Elternwille maßgeblich für die Zuweisung von Schülern auf die Klasse fünf einer weiterführenden Schule ist. Beide Faktoren zusammen führen dazu, dass nur noch an einer Minderheit der Schulstandorte zwei- oder mehrzügige Hauptschulen geführt werden können.
Im Oktober 2010 stellte die Landesregierung die neue Schulform vor. Durch sie wollte der Ministerpräsident in Niedersachsen einen zehn Jahre währenden Schulfrieden erreichen. Im März 2011 beschloss der Niedersächsische Landtag die Schulreform mit der Verabschiedung des „Gesetzes zur Neuordnung der Schulstruktur“. Das Gesetz wurde seit Sommer 2011 umgesetzt.

## Anzahl der Schulen
Zum Schuljahresbeginn 2011/12 wurden die ersten 133 Oberschulen durch die niedersächsische Landesschulbehörde genehmigt, zum Schuljahresbeginn 2012/13 weitere 73. Nach dem Regierungswechsel unter der rot-grünen Regierung Weil wurden nur noch wenige neue Oberschulen genehmigt, zum Schuljahr 2013/14 waren es 18 Schulen und zum Schuljahr 2014/15 kamen 20 Oberschulen hinzu.
In der Landeshauptstadt Hannover, in der ca. 6,5 % der Bevölkerung des Landes leben, war bis zum Ende des Schuljahres 2013/14 noch keine einzige Oberschule genehmigt worden. Entsprechende Anträge der Pestalozzischule  und der Hauptschule Anderten wurden bereits 2012 abgelehnt. Zum Schuljahr 2014/15 erhielt die kirchliche Ludwig-Windthorst-Schule Hannover als erste Schule die Genehmigung, sich in eine Oberschule umzuwandeln. Oberschulen in öffentlicher Trägerschaft gibt es weiterhin auch im Schuljahr 2014/15 in der Landeshauptstadt nicht. Schließlich wurden die einzigen verblieben Hauptschulen der Stadt, die Peter-Ustinov-Schule in Ricklingen und die Hauptschule Anderten ab 2017 doch noch in Oberschulen umgewandelt.